# Colpevolizzazione della vittima
La colpevolizzazione della vittima consiste nel ritenere la vittima di un crimine o di altre sventure parzialmente o interamente responsabile di ciò che le è accaduto e spesso nell'indurre la vittima stessa ad autocolpevolizzarsi. Un atteggiamento di "colpevolizzazione" è anche connesso con l'ipotesi che si deve conoscere e accettare una supposta "natura umana" (che sarebbe maligna in questa visione, o tendente all'abuso, alla sopraffazione), e – conseguentemente – adeguarcisi anche a scapito dei propri desideri, opinioni e della propria libertà.

## Storia del concetto
Il concetto di "colpevolizzazione della vittima" è stato coniato da William Ryan con la pubblicazione, nel 1971, del suo libro intitolato appunto Blaming the victim. La pubblicazione è una critica al saggio di Daniel Patrick Moynihan The Negro Family: The Case for National Action del 1965, in cui l'autore descriveva le sue teorie sulla formazione dei ghetti e la povertà intergenerazionale. Ryan muove una critica a queste teorie in quanto le considera tentativi di attribuire la responsabilità della povertà al comportamento e ai modelli culturali dei poveri stessi. Il concetto è stato ripreso in ambito legale, in particolare in difesa delle vittime di stupro accusate a loro volta di aver causato o favorito il crimine subito.

## Vittimizzazione secondaria
Generalmente si parla di "vittimizzazione secondaria" (o "post-crime victimization") quando le vittime di crimini subiscono una seconda "vittimizzazione", cioè una seconda aggressione, che le rende di nuovo vittime, da parte delle istituzioni.
Questa seconda aggressione può essere operata dalle cosiddette "agenzie di controllo", cioè medici e sanitari, polizia, avvocati e magistratura, che possono non credere alla versione della vittima e accusarla di avere provocato l'aggressione. Secondo Mills, se le agenzie di controllo (polizia, medici, giudici) rifiutano di riconoscere l'aggressione che la vittima ha subìto, si può parlare di una "vittimizzazione quadrupla", perché al reato si aggiunge la negazione del reato da parte di tre agenzie di controllo.
Anche i mass media possono causare una "vittimizzazione secondaria", per esempio pubblicando la foto e il nome della vittima, esponendola all'opinione pubblica senza nessuna etica, oppure insinuando che la denuncia sia una calunnia senza attendere il verdetto del tribunale.
Per esempio, in un recente processo a Pamplona in Spagna nel 2018, cinque uomini sono stati processarti per avere rapito e violentato una 18enne e avere filmato lo stupro vantandosene su Internet. Gli avvocati della difesa hanno pubblicato fotogrammi del filmato in cui mostravano che la ragazza teneva gli occhi chiusi e non cercava di divincolarsi, e una foto presa da Facebook in cui era sorridente con un'amica, al fine di dimostrare che non c'era stato nessun trauma. Di fronte alle manifestazioni di massa per solidarietà alla ragazza, gli avvocati della difesa hanno poi ritirato il materiale.
In Italia nel 2017, in un caso di denuncia per stupro da parte di due studentesse americane contro due carabinieri fiorentini (poi entrambi condannati in tribunale), diversi giornali italiani argomentarono che molto probabilmente le due studentesse avevano dichiarato il falso per incassare i soldi di un'"assicurazione anti-stupro", benché l'esistenza di queste fantomatiche "assicurazioni antistupro" non fosse mai stata seriamente controllata e documentata.
Sempre in riferimento a questo problema, la cantante Madonna in una lunga intervista all'Howard Stern Show dichiarò di essere stata violentata a 19 anni poco dopo il suo arrivo nella città di New York, ma di non avere fatto denuncia perché sarebbe stato "troppo umiliante".
A questo proposito l'Assemblea generale delle Nazioni Unite nel 1985 ha formulato la "dichiarazione dei principi basilari della giustizia per le vittime di reato e abuso di potere" (UN,1986; risoluzione annuale 40/34). La decisione quadro 2001/220/GAI dell'Unione europea, relativa alla posizione della vittima nel procedimento penale, richiede che ciascuno Stato membro preveda nel proprio sistema giudiziario penale un ruolo effettivo e appropriato delle vittime.
L'Italia non ha mai attuato la decisione quadro 2001/220/GAI, che è stata sostituita nel 2012 dalla Direttiva 2012/29/UE. Il legislatore italiano finora ha preso relativamente poco in considerazione questo aspetto. La prima volta in cui appare la nozione di vittimizzazione secondaria nella giurisprudenza della Corte europea dei diritti dell'uomo è in occasione del processo "Y contro la Repubblica di Slovenia", in cui la Corte riconosce il caso di vittimizzazione secondaria.

## La colpevolizzazione come reazione a dissonanze cognitive

### Rifiuto dell'ingiustizia
Alcuni hanno proposto che il fenomeno della colpevolizzazione della vittima coinvolga l'ipotesi del mondo giusto, in cui la gente tende a considerare il mondo come un posto giusto e non può accettare una situazione in cui una persona soffre senza un valido motivo. Quindi il ragionamento che viene fatto è il seguente: le persone che sono vittime di sventure devono aver fatto qualcosa per averle attirate su di sé. Questa teoria risale a tempi molto antichi: il biblico Libro di Giobbe ne offre una spiegazione canonica.
L'idea che le "cose cattive" come povertà, fame e violenza possano accadere anche a "brave persone" e senza un "buon motivo" causa una dissonanza cognitiva con l'ipotesi del mondo giusto. L'incapacità di accettare questo conflitto produce la colpevolizzazione della vittima.
Nel 2018, l'Università del Kansas produsse una mostra intitolata "What were you wearing?" (lett. Cosa stavi indossando?), in cui una ventina di testimonianze di episodi di stupro erano affiancate ai vestiti portati dalla vittima al momento dell'aggressione. La mostra intendeva far riflettere sul fatto che quando una vittima di stupro si sente rivolgere la domanda "Cosa stavi indossando?", questa domanda sottende l'idea che, con il suo abbigliamento, la vittima ha probabilmente provocato l'aggressione. In alcune interviste, i visitatori si dicevano costernati nel dover ammettere che l'apparenza anonima e perfino trasandata di alcuni vestiti faceva capire che una violenza sessuale poteva capitare a chiunque.

### Tecniche di neutralizzazione
La colpevolizzazione della vittima interviene come reazione individuale o sociale rispetto alle dissonanze cognitive che scaturiscono da condotte criminali, illecite o trasgressive dell'ordine sociale: questo particolare utilizzo la fa rientrare all'interno di quell'armamentario di tecniche di neutralizzazione che vengono messe in campo per attenuare, o addirittura risolvere, il conflitto condotte trasgressive instaurano nei confronti di regole morali e della morale sociale, e che puntano all'esclusione, o almeno all'attenuazione, della responsabilità individuale nell'operato illecito, attraverso una ridefinizione del senso dell'azione posta in essere.
In questo caso, la neutralizzazione del senso di colpa si attua attraverso l'inversione della responsabilità del gesto: l'onere della colpa viene scaricato sulla vittima, accusata di aver messo in atto comportamenti provocatori e quindi, indirettamente, criminogeni.
Per esempio, la persona che passeggia indossando dei gioielli, che dimentica la borsa, che parcheggia l'automobile lasciandola aperta, oppure parcheggia la bicicletta senza mettere la catena o la lascia all'aperto di notte, in una società dove il furto è endemico, può essere accusata di essere "stupida" o "irresponsabile".
Analogamente, la donna stuprata è spesso indicata come "stupida" o "irresponsabile" se mostra di essersi fidata di uno sconosciuto che poi l'ha stuprata. Se invece l'autore dello stupro è un conoscente, la donna è spesso indicata come la vera colpevole della devianza dello stupratore, il quale sarebbe stato indotto all'approccio sessuale dalla condotta ammiccante della vittima, dal suo particolare abbigliamento, o da eventuali atteggiamenti sensuali o provocanti. Come succede nei casi di violenza sessuale, si tratta, molto spesso, di una percezione distorta dei comportamenti della vittima, a cui l'attore attribuisce "intenzioni e responsabilità in realtà inesistenti".

## Fattori che favoriscono la colpevolizzazione della vittima
Gli studi dello psicologo William Ryan dimostrarono che è molto più frequente che la vittima venga colpevolizzata se appartiene a categorie sociali medio-basse, o a un gruppo etnico discriminato (es. la comunità nera). In particolare, il titolo di studio è una delle variabili più importanti fra quelle che determinano la probabilità che la vittima venga colpevolizzata per "essersela cercata".
L'appartenenza a una classe sociale più elevata protegge la vittima dall'accusa di voler guadagnare economicamente da una falsa accusa di stupro. Per esempio, nella sentenza di condanna per stupro da parte di due carabinieri fiorentini ai danni di due studentesse statunitensi (vedi sopra), il giudice scrisse che non c'erano motivazioni "a fare dichiarazioni palesemente calunniose" da parte delle due ragazze, che "sono di famiglia benestante e certamente non erano e non sono alla ricerca di facili risarcimenti di denaro, che non cambierebbero in nulla la loro posizione economica e sociale".

### Colpevolizzazione nei crimini sessuali
Nel contesto dello stupro e della violenza di genere, questo concetto si riferisce alla tendenza diffusa ad interpretare "colpevolizzandoli" i comportamenti delle vittime. Abusi e violenze sarebbero provocati quindi in molti modi: dal flirtare, al tipo di abbigliamento indossato (in questo caso ci sono interessanti variabili geografiche e culturali).
Per esempio, fra i Greci, Erodoto sostiene che il matrimonio forzato per rapimento è desiderato dalle donne e quindi è saggio non preoccuparsi del loro destino:
In alcuni casi si cercano di colpevolizzare le vittime anche retrospettivamente, analizzandone il vissuto, il lavoro, lo stato civile, il comportamento, presumendo quindi che la vittima "se l'è cercata" o che abbia "meritato" la violenza subita.
In ambito letterario, una delle ipotesi fatte sulla scrittura del romanzo Lolita, fu che l'autore Vladimir Vladimirovič Nabokov si sia ispirato a un reale fatto di cronaca: nel giugno 1948 Florence Sally Horner, una ragazzina di 11 anni, fu rapita all'uscita dalla sua scuola a Camden, nel New Jersey, dopo essere stata ingannata da Frank La Salle, un cinquantenne che si fece passare per agente FBI. Tenuta prigioniera viaggiando in diversi posti per 21 mesi attraverso gli USA, l'adolescente fu ripetutamente abusata dall'uomo; dopo aver trovato il coraggio di confidarsi, fu finalmente liberata ma, una volta tornata nella sua comunità, la vittima innocente ne uscì moralmente colpevolizzata come "prostituta".
Questo meccanismo sembra instaurarsi in maniera identica sia che la persona violentata sia una femmina oppure un maschio. In un'intervista con Enzo Biagi del 1983, l'avvocata Tina Lagostena Bassi citò una statistica sulla violenza sessuale in Italia secondo la quale la violenza in famiglia riguardava 16.000 persone ogni anno, fra cui adolescenti maschi. Lagostena Bassi notò che le dinamiche di difesa erano assolutamente identiche a quelle che scattavano per le vittime femminili di stupro:
TLB - Sì. Ci sono moltissimi ragazzini violentati. Sono handicappati, o sono ragazzi molto giovani. Io ne ho assistiti qualcuno, e ho scoperto che scattano gli stessi identici meccanismi di difesa: il violentatore trasforma il ragazzino violentato nel "vero" colpevole. Io ricordo un violentatore che inizialmente negò il fatto, e poi cominciò a dire "Ma è stato il ragazzo - che aveva 14 anni - che mi ha adescato, è il ragazzo che mi ha avvicinato, è il ragazzo che del resto, prima di adescarmi, ha avuto quattro rapporti a Villa Borghese". Ecco, c'è lo stesso meccanismo: colpevolizzare il violentato. Questa è una cosa che per me fu molto scioccante. Devo dire, io che sono femminista, che vengo conosciuta come "l'avvocato delle donne", quando in aula difesi per la prima volta un ragazzo violentato, dissi al Movimento che mi sembrava giusto fare una mobilitazione, costituirci parte civile per quel ragazzino, così come abbiamo tentato di fare anche per le donne. Ne ebbi una risposta negativa, mi hanno detto "E' un uomo, la cosa non ci riguarda".

EB - È un curioso concetto di solidarietà umana.

TLB - È una posizione sbagliata, difatti.»
Le violenze e gli abusi sessuali sono particolarmente stigmatizzati nelle culture con costumi restrittivi e tabù riguardanti sesso e sessualità. Ad esempio una persona sopravvissuta ad uno stupro (specialmente se prima era vergine) può essere socialmente percepita come "deteriorata".
Le vittime in casi simili possono soffrire a causa del conseguente isolamento, dall'essere rinnegate da amici e parenti, della possibile interdizione al matrimonio o dal divorzio forzato se precedentemente sposate, ed infine possono anche essere uccise, per "salvare l'onore della famiglia". Si parla in questi casi di delitto d'onore.
Per esempio, negli anni 1990, l'uso su larga scala dello stupro come arma di guerra contro le popolazioni musulmane nella guerra della ex-Jugoslavia ebbe fra i vari effetti quello di disgregare le famiglie colpite nell'onore, e i figli delle violenze calcolate nell'ordine di diverse migliaia, difficilmente escono allo scoperto. Nel 2013, un caso che ebbe seguito internazionale fu quello di Lama Al-Ghamdi, una bambina di 5 anni torturata e uccisa dal padre Fayhan al-Ghamdi, un predicatore saudita, il quale sospettava abusi sessuali da parte del cognato ed evidentemente un atteggiamento conciliante da parte della figlia.

### Colpevolizzazione nel mobbing e nella violenza domestica
Nell'ambito della violenza domestica e nel mobbing il processo di colpevolizzazione della vittima è stato descritto come parte integrante della violenza fisica e verbale: i comportamenti della vittima vengono sistematicamente interpretati come "provocazione" alla violenza.
Attualmente, nei casi di violenza domestica, i centri antiviolenza non suggeriscono di denunciare il partner maltrattante in quanto il rischio di vittimizzazione secondaria è molto elevato. Per esempio, la donna che denuncia il marito viene accusata di averlo denunciato troppo tardi, oppure di voler allontanare i figli dal padre.
(Lella Palladino, Osservatorio Diritti 2019)

### Colpevolizzazione nei crimini d'odio
In alcuni casi l'orientamento sessuale viene usato nel meccanismo di colpevolizzazione della vittima: è il caso per esempio della linea di difesa cosiddetta "da panico gay", secondo cui l'omicidio di un omosessuale sarebbe giustificato dal panico o dalla collera di trovarsi di fronte una persona omosessuale.
Fra gli argomenti che storicamente hanno giustificato i crimini d'odio verso la comunità nera in America, vi era quello secondo cui i neri fossero per loro natura "viziosi" e peccatori, essendo discendenti dello stupro di una donna portoghese da parte di una scimmia.